# 中共红四军前敌委员会旧址
中共红四军前敌委员会旧址，位于中国福建省龙岩市新罗区和平路32号，为一个省级文物保护单位，类型为革命遗址及革命纪念建筑物，为第三批福建省文物保护单位，公布时间为1991年4月17日。
中共红四军前敌委员会旧址的历史年代为1929年。